# Casa a la plaça Major (Sant Pere Sallavinera)
La Casa a la plaça Major és una obra del gòtic-renaixement de Sant Pere Sallavinera (Anoia) inclosa a l'Inventari del Patrimoni Arquitectònic de Catalunya.

## Descripció
Es tracta d'una casa molt reformada més d'un cop. És construïda en pedra, té dos pisos (el últim probablement galeria) i el sostre a dues vessants. La façana conserva parts d'arrebossat. L'element més antic visiblement conservat és el portal de mig punt adovellat en pedra picada i que conserva a la dovella central la data: 1601 i dins d'un cercle assolellat els inicials abreujades de Jesucrist.
Al primer pis, la finestra central, presenta dues datacions diferents que poden correspondre als propietaris del segle XVIII(17991?) havent-hi, sota, una data anterior: 1687.
Les finestres també son adovellades de pedra picada.

## Història
Segle XVII(1601) i reformes posteriors.
Hom pot distingir els noms: Francesc Ribalta mestre de cases.